# Iglesia Anglicana de Corea
La Iglesia Anglicana de Corea (o Iglesia Episcopal de Corea ) es la provincia eclesiástica de la Comunión Anglicana en Corea del Norte y Corea del Sur. Fundada en 1889, tiene más de 120 iglesias parroquiales y misioneras con un total de aproximadamente 65 000 fieles.

## Historia

### Nacimiento de la Iglesia Anglicana de Corea
El nacimiento de la Iglesia Anglicana de Corea se remonta al 1 de noviembre de 1889, cuando el obispo Charles John Corfe fue ordenado en la Abadía de Westminster e investido como primer obispo diocesano del territorio de la Dinastía Joseon ( actual Corea). Junto con sus colegas que habían sido invitados a unirse a la misión, llegó al puerto de Incheon el 29 de septiembre de 1890. La Iglesia Anglicana Nae-dong, la cual es la primera Iglesia Anglicana fundada en Corea, fue establecida por él y Eli Barr Landis el 30 de septiembre de 1891 en Nae-dong, Jung-gu, Incheon. Fue así como inició su trabajo en el área de Seúl, incluidas las provincias de Gyeonggi y Chungcheong . Primero abrió una serie de instituciones educativas, instalaciones médicas y centros de trabajo social en todo el país, como las escuelas Sinmyeong (Fe e Ilustración) y los hospitales en las cercanías de Incheon, Yeoju y Jincheon, así como los orfanatos en Suwon y Anjung. Los misioneros anglicanos también buscaron posibles formas de integrar la iglesia a la hermética cultura coreana. Como resultado de ese esfuerzo, hay varios edificios de la Iglesia Anglicana que se construyeron con la arquitectura tradicional coreana y que sobreviven hasta hoy en día, como los existentes en la isla de Ganghwa.

### Primeras obras misionales
A partir de 1923, el trabajo misionero se llevó a cabo activamente en la parte norte de la península, como las provincias de Pyongan y Hwanghae. Para capacitar al clero local, el Instituto Teológico de San Miguel, la antigua institución de la actual Universidad de Sungkonghoe, se estableció en el territorio en 1923, seguida por la Sociedad de la Santa Cruz (convento anglicano) en 1925. Además, la iglesia catedral de Santa María la Virgen y San Nicolás en el centro de Seúl fueron construidas inicialmente en 1924, las cuales actualmente son reconocidas por su arquitectura románica, ya que es la única de este estilo en Oriente.

### Dominio colonial japonés
Debido a las considerables dificultades con la barrera del idioma, problemas de salud personal y otros incidentes, la obra misionera tuvo poco éxito en los últimos años de su existencia, especialmente durante el período de 36 años bajo el dominio colonial japonés. Dicha gobernación causó obstáculos significativos para el desarrollo de la Iglesia en Corea, principalmente porque los misioneros parecían tener una actitud indiferente hacia el movimiento de independencia de Corea en ese momento, alejándose cada vez más de la población local.

### Primer obispo nativo de Corea

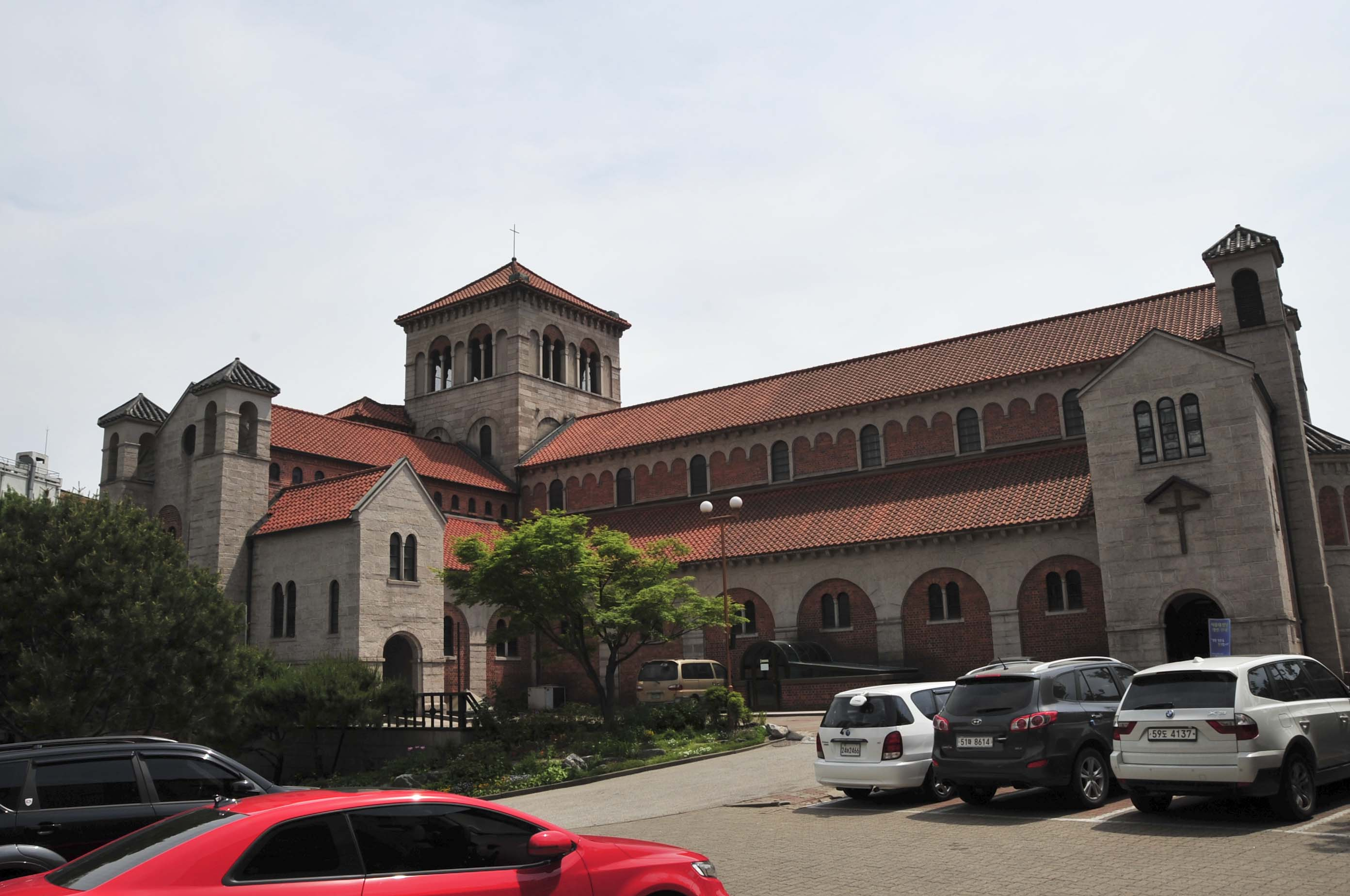
Catedral anglicana de Seúl con su característico estilo romano.

A pesar de tan desfavorable situación, el primer obispo coreano nativo, Cheon-hwan Lee, fue ordenado en 1965 después de transcurrido 20 años desde la liberación coreana del dominio japonés y del fin de la Segunda Guerra Mundial. Así, la diócesis misionera coreana original se formó en dos diócesis, la de Seúl y Daejeon, seguidas de la formación adicional por separado de la Diócesis de Busan en 1974. En ese mismo año, recibió la condecoración de la Orden del Imperio Británico honorario por parte de la reina Isabel II. Murió el 26 de marzo de 2010.

### Expansión reciente
Desde la década de 1970, la Iglesia Anglicana se ha expandido cada vez más mediante la apertura de varias iglesias nuevas en todo el país. La St Peter's School fue fundada en 1975 para brindar a los niños con necesidades especiales una educación especial efectiva según sea el caso. El Seminario Teológico St. Michael también fue actualizado para ser acreditado por el gobierno coreano en 1982 y 10 años más tarde fue nuevamente actualizado formalmente y ampliado como universidad para satisfacer las necesidades de la población local en vistas a los "nuevos tiempos".
Las tres diócesis continuaron creciendo constantemente en número de iglesias y bajo el concepto de "evangelización social" propiciada por los auspicios de la segunda y tercera generación de obispos nativos coreanos. Por lo tanto, la Iglesia ha estado continuamente activa en la construcción de nuevos edificios para iglesias, desde mediados de la década de 1980. En este contexto, la Junta de Misión y Educación ha jugado un papel oportuno al ofrecer programas de educación y capacitación.
Con motivo de su centenario el 29 de septiembre de 1990, la Iglesia Anglicana de Corea reafirmó las intenciones de su labor bajo el lema “Jesucristo, Vida de la Nación”, para continuar proclamando el mensaje de vida al pueblo y agilizar la reunificación pacífica de Corea como se ha deseado por largo tiempo.
La Constitución Provincial de la Iglesia Anglicana de Corea se declaró el 29 de septiembre de 1992 y el primer primado coreano se inauguró el 16 de abril de 1993. Así, la Iglesia finalmente se ha convertido en una iglesia nacional independiente.

## Teología e ideología
La Iglesia Anglicana de Corea tiene clérigos y miembros que reflejan fielmente el concepto de "Iglesia amplia" instaurado por la administración clerical. La iglesia instruye y ordena mujeres como sacerdotes del mismo modo que los hombres miembros del clérigo. Siendo una constante desde el 2001. Con respecto a los temas de la sexualidad humana, algunos clérigos, congregaciones y miembros de la denominación han estado afirmando y apoyando los derechos LGBT incluso participando en eventos del Orgullo de dicho movimiento. Se considera que la Iglesia Anglicana de Corea está más abierta a la aceptación de la homosexualidad y está discutiendo abiertamente el asunto entre los integrantes de la comunidad religiosa.

## Estructura y liderazgo
La iglesia estuvo anteriormente bajo la autoridad del arzobispo de Canterbury, hasta el momento de su independencia en 1993, momento en el cual el Arzobispo de Canterbury entregó su autoridad como Metropolitano y Primado al primer Arzobispo de Corea. La iglesia ahora forma una sola provincia metropolitana, que consta de tres diócesis: Seúl, Busan y Daejeon. La primacía rota entre los tres; por tanto, el actual obispo de Seúl es también Arzobispo de Corea y Primado de la Iglesia.

### Arzobispos de Corea
- 1993 – 1995: Simon Kim Seong-su, obispo de Seúl
- 1995: Paul Yun Hwan, obispo de Daejeon (arzobispo interino)
- 1995 – 1997: Benedicto Kim Jae-heon, obispo de Busan
- 1997 – 2000: Matthew Chung Chul-beom, obispo de Seúl

### Primado de Corea
- 2000 – 2003: Paul Yun Hwan, obispo de Daejeon
- 2003 – 2005: Matthew Chung Chul-beom, obispo de Seúl
- 2005: Joseph Lee Dae-yong, obispo de Busan
- 2005 – 2006: Andrew Shin Hyeon-sam, obispo de Daejeon
- 2006 – 2009: Francis Park Kyeong-jo, obispo de Seúl
- 2009: Solomon Yun Jong-mo, obispo de Busan (primado interino)
- 2009 – 2010: Solomon Yun Jong-mo, obispo de Busan
- 2010 – 2017: Paul Kim Keun-sang, obispo de Seúl
- 2017 – 2018: Onésimo Park Dong-shin, obispo de Busan
- 2018 – 2020: Moses Yoo Nak-jun, obispo de Daejeon[6]
- 2020 – presente: Peter Lee Kyeong-ho, obispo de Seúl[7]

### Diócesis de Seúl
La actual Diócesis de Seúl fue fundada como la diócesis de Joseon (Corea), cubriendo toda la península de Corea, en 1889. Se dividió en 1965 para crear la diócesis de Taejon, momento en el que se convirtió en la diócesis de Seúl. El obispo actual es Peter Kyongho Lee, quien también es primado desde el año 2020.

#### Obispos en Corea
El obispo en Corea fue un nombramiento misionero anglicano desde 1889 hasta 1965 cuando se dividió la diócesis.
| Periodo     | Titular       | Notas                                                   |
| ----------- | ------------- | ------------------------------------------------------- |
| 1889 a 1905 | Charles Corfe | (1843-1921)                                             |
| 1905 a 1910 | Arthur Turner | (1862-1910)                                             |
| 1911 a 1930 | Mark Trollope | (1862-1930)                                             |
| 1931 a 1954 | Cecil Cooper  | (1882-1964)                                             |
| 1955 a 1965 | John Daly     | (1901-1985) Se convirtió en el primer obispo de Daejeon |

#### Obispos de Seúl
- 1965-1985: Paul Lee Cheon-hwan (Paul Lee, primer obispo nativo; consagrado poco antes del 13 de agosto de 1965)
- 1985-1995: Simon Kim Seongsu
- 1995-2005: Matthew Chung Chulbeom
- 2005-2009: Francis Park Kyeong-jo
- 2009-2017: Paul Kim Keun-sang
- 2017-presente: Peter Lee Kyeong-ho

### Diócesis de Daejeon
La Diócesis de Daejeon es la Iglesia Anglicana en esa provincia y territorio de Corea del Sur que incluye las provincias de Chungcheong del Norte y del Sur; Provincias de Cholla del Norte y del Sur y Kangwon. Fue erigida a partir de la diócesis de Joseon en 1965 y dividida en 1974 para erigir la diócesis de Busan.

#### Obispos de Daejeon
- 1965-1968: John Daly
- 1968-1974: Richard Rutt (obispo asistente desde 1966)
- 1974-1987: Mark Pae Du-hwan
- 1987-2003: Paul Yun Hwan[11]
- 2003-2007: Andrew Shin Hyeon-sam
- 2007-2013: Michael Kwon Hee-yeon
- 2014-actualmente: Moses Yoo Nak-jun

### Diócesis de Busán
La diócesis de Busan fue erigida a partir de la diócesis de Daejeon en 1974.

#### Obispos de Busán
- 1974–1987: William Choi Chul-hee (cons. el 1 de junio de 1974 por Paul Lee (Seúl) en la Catedral Anglicana de Seúl )
- 1987-1997: Benedicto Kim Jae-heon
- 1994-2000: Joseph Lee Dae-yong
- 2000-2011: Salomón Yun Jong-mo
- 2012–: Onésimo Parque Dong-shin

## Archivo
Los materiales de archivo de la Misión Coreana de la Iglesia Anglicana se encuentran en la Biblioteca de Investigación Cadbury de la Universidad de Birmingham. Estos incluyen registros de 1889 a 1987.